# Сант-Онофрио
Сант-Онофрио (итал. Sant’Onofrio) — коммуна в Италии, располагается в регионе Калабрия, подчиняется административному центру Вибо-Валентия.
Население составляет 3239 человек, плотность населения составляет 180 чел./км². Занимает площадь 18 км². Почтовый индекс — 89843. Телефонный код — 0963.
Покровителем коммуны почитается святой Онуфрий из Катандзаро, празднование 4 августа.